# 胡爾坎省
8°03′S 78°30′W / 8.050°S 78.500°W
胡爾坎省（西班牙語：Provincia de Julcán），是秘魯的省份，位於該國西北部拉利伯塔德大區，首府是胡爾坎，海拔高度3,404米，始建於1961年6月19日，面積1,101平方公里，2007年人口32,985，人口密度每平方公里29.95人。